# Takekaze Akira
Takekaze Akira (jap. 豪風 旭; * 21. Juni 1979 in der Präfektur Akita), eigentlich Narita Akira (成田 旭), ist ein Sumōringer in der japanischen Makuuchi-Division.

## Sumō-Karriere
Narita besuchte die Chūō-Universität in Tokio und war schon zu dieser Zeit im Sumōsport erfolgreich. Im Jahr 2001 gewann er mehrere Amateurturniere und schloss sich kurz darauf dem Stall Oguruma-beya an, um Profi zu werden. Aufgrund seiner Erfolge im Amateursumō durfte er als Makushita Tsukedashi sofort in der dritthöchsten Division starten. Bei seinem Debüt im Mai 2002 blieb er sechs Tage lang ungeschlagen und besiegte dabei Ama (den späteren Yokozuna Harumafuji) in seinem allerersten Kampf. Er verlor jedoch seinen letzten Kampf gegen Toyozakura, welcher dadurch Turniersieger wurde. Beim folgenden Turnier machte Narita nach fünf Kämpfen sein Kachi-koshi perfekt. Am Ende reichte eine Bilanz von 4-3 für den Aufstieg in die Jūryō-Division. Daraufhin nahm er den Ringnamen Takekaze an.
Auch in Jūryō konnte er sich auf Anhieb durchsetzen. Auf ein knappes 8-7 bei seinem Debüt folgten zwei Turniere mit einer Bilanz von 10-5. Damit war ihm nach nur fünf Profi-Turnieren der Aufstieg in die Makuuchi-Division gelungen. Sein Makuuchi-Debüt im März 2003 musste Takekaze aber nach nur drei Tagen verletzungsbedingt beenden und wurde daher in die Jūryō-Division zurückgestuft. Im September 2003 erzielte er eine starke 13-2 Bilanz und gewann somit das Aki Basho in Jūryō. Dadurch war ihm auch die Rückkehr in die Makuuchi-Division sicher. Dieses Mal setzte sich Takekaze zunächst in der obersten Division fest, ehe ihn im Januar 2005 wieder eine Verletzung zurückwarf. Durch eine 11-4 Bilanz schaffte er den direkten Wiederaufstieg und schlug dabei unter anderem auch den späteren Turniersieger Kotoshōgiku. Im Januar 2006 ging Takekaze als Maegashira 3 an den Start, was einen neuen höchsten Karriererang für ihn darstellte. Zwar beendete er das Turnier nur mit einer 4-11 Bilanz, besiegte dabei jedoch mit Chiyotaikai und Kaiō gleich zwei Ōzeki.
Zwei Jahre später erreichte er mit einem 12-3 sein bisher bestes Resultat in Makuuchi. Dafür wurde er im Anschluss mit dem Kantō-shō ausgezeichnet und zum ersten Mal in den Rang eines Komusubi befördert. Sein Debüt in den San’yaku-Rängen verlief dann aber weniger erfolgreich (3-12). Im September 2010 gelang Takekaze ein zweites Mal ein 12-3. Das Ergebnis reichte diesmal für das Jun-Yusho (Turnierzweiter) hinter Gesamtsieger Hakuhō und den zweiten Kantō-shō seiner Karriere. Beim Nagoya Basho 2014 erreichte er ein 9-6 als Maegashira 4 und siegte dabei an Tag 9 über Yokozuna Harumafuji, wofür er im Alter von 35 Jahren den ersten Kinboshi seiner Karriere erhielt. Daraufhin wurde er erstmals zum Sekiwake befördert. Er ist damit der älteste Sekiwake-Debütant der Nachkriegszeit. Durch ein 7-8 im September 2014 wurde er lediglich zum Komusubi degradiert. Es folgte jedoch ein katastrophales 2-13 im November, wodurch er wieder in die Maegashira-Ränge abrutschte.
Takekaze kämpft seit über zehn Jahren ununterbrochen in der Makuuchi-Division.

## Kampfstatistik
| Jahr | Hatsu (Januar)           | Haru (März)            | Natsu (Mai)            | Nagoya (Juli)          | Aki (September)        | Kyushu (November)      |
| ---- | ------------------------ | ---------------------- | ---------------------- | ---------------------- | ---------------------- | ---------------------- |
| 2002 |                          |                        | Makushita 15 TD 6-1    | Makushita 3 West 4-3   | Juryo 12 West 8-7      | Juryo 10 Ost 10-5      |
| 2003 | Juryo 3 West 10-5        | Maegashira 13 W 1-3-11 | Juryo 8 Ost 0-0-15     | Juryo 8 Ost 9-6        | Juryo 5 Ost 13-2 Y     | Maegashira 11 W 9-6    |
| 2004 | Maegashira 6 West 4-11   | Maegashira 11 West 9-6 | Maegashira 8 Ost 9-6   | Maegashira 5 Ost 6-9   | Maegashira 7 West 8-7  | Maegashira 6 West 6-9  |
| 2005 | Maegashira 8 West 0-0-15 | Juryo 3 Ost 11-4       | Maegashira 15 Ost 9-6  | Maegashira 11 Ost 8-7  | Maegashira 9 Ost 7-8   | Maegashira 9 West 9-6  |
| 2006 | Maegashira 3 Ost 4-11    | Maegashira 9 West 9-6  | Maegashira 4 West 2-13 | Maegashira 13 W 9-6    | Maegashira 10 Ost 10-5 | Maegashira 4 Ost 6-9   |
| 2007 | Maegashira 8 West 8-7    | Maegashira 4 West 7-8  | Maegashira 5 Ost 8-7   | Maegashira 3 Ost 4-11  | Maegashira 8 Ost 9-6   | Maegashira 5 Ost 6-9   |
| 2008 | Maegashira 7 Ost 12-3    | Komusubi 1 West 3-12   | Maegashira 8 West 6-9  | Maegashira 12 Ost 7-8  | Maegashira 14 Ost 9-6  | Maegashira 8 Ost 9-6   |
| 2009 | Maegashira 3 Ost 7-8     | Maegashira 4 Ost 8-7   | Maegashira 2 Ost 4-11  | Maegashira 9 Ost 8-7   | Maegashira 5 West 9-6  | Maegashira 1 Ost 6-9   |
| 2010 | Maegashira 4 West 6-9    | Maegashira 8 West 5-10 | Maegashira 12 Ost 8-7  | Maegashira 11 Ost 6-9  | Maegashira 12 W 12-3 J | Maegashira 4 West 6-9  |
| 2011 | Maegashira 7 Ost 8-7     | abgesagt               | Maegashira 4 West 7-8  | Maegashira 4 West 8-7  | Maegashira 3 Ost 5-10  | Maegashira 7 West 10-5 |
| 2012 | Maegashira 1 Ost 4-11    | Maegashira 8 West 9-6  | Maegashira 3 West 7-8  | Maegashira 4 West 7-8  | Maegashira 5 West 8-7  | Maegashira 3 West 4-11 |
| 2013 | Maegashira 9 West 6-9    | Maegashira 11 Ost 9-6  | Maegashira 6 West 9-6  | Maegashira 1 Ost 1-9-5 | Maegashira 11 Ost 9-6  | Maegashira 3 West 7-8  |
| 2014 | Maegashira 4 West 6-9    | Maegashira 6 West 9-6  | Maegashira 1 West 6-9  | Maegashira 4 West 9-6  | Sekiwake 1 West 7-8    | Komusubi 1 Ost 2-13    |
| 2015 | Maegashira 9 West 9-6    | Maegashira 4 Ost 4-11  | Maegashira 8 Ost 8-7   | Maegashira 4 West 5-10 | Maegashira 8 Ost 5-10  |                        |